# Oulad Massaoud
Oulad Massaoud  (in arabo أولاد مسعود‎?) è un centro abitato e comune rurale del Marocco situato nella provincia di Bni Khlef, Khouribga. Conta una popolazione di 5 011 abitanti (censimento 2014).